# Direkte Rede
Die direkte Rede (lateinisch oratio recta, oratio directa), auch wörtliche Rede genannt,  ist ein grammatisches Element in einer Sprache, bei der eine Rede oder ein Gedanke direkt im Wortlaut wiedergegeben wird. In der Schrift wird die Rede dabei in Anführungszeichen gesetzt. Meist wird derjenige, der redet, in der sogenannten Inquit-Formel (von lateinisch inquit – er sagt) benannt. Manchmal ist derjenige, der die Rede hält, aus dem Zusammenhang klar und wird nicht extra benannt.
Neben der direkten Rede gibt es die indirekte Rede und die erlebte Rede.

## Beispiele
- Er rief: „Guck mal, es schneit!“
- Sie sagte: „Guck mal, es schneit!“
- Er meinte: „Es schneit.“
- „Schau mal, es schneit!“, rief er.
- „Schau mal, es schneit!“, sagte sie.
- „Es schneit!“, meinte er.
- „Zieh deine Winterjacke an“, mahnte der Vater, „sonst wird dir kalt.“
- Sie sagte: „Es schneit und mir ist kalt.“ – „Hast du deine Winterjacke angezogen?“, fragte er.

## Kommasetzung bei der direkten Rede
Wenn der vorausgehende Hauptsatz mit einer direkten Rede abschließt, dann wird ein Komma gesetzt, auch wenn diese Rede mit einem Ausrufezeichen oder Fragezeichen abgeschlossen wird:
- Sie fragte: „Wird es heute schön bleiben?“, dabei sah sie auf das Thermometer und zog ihren Mantel an.
- Ich sagte: „Guten Abend!“, er gab mir aber keine Antwort.

Wenn die direkte Rede mit einem Punkt enden würde, wird dieser vor dem Begleitsatz weggelassen:
- „Ich komme gleich wieder“, versicherte sie.[1]

## Zeichensetzung bei unterbrochener direkter Rede
Unterbricht der Begleitsatz einen Satz der direkten Rede, dann wird der eingeschobene Begleitsatz mit Kommata eingeschlossen.
- „Da vorne“, sagt Lello, „ist ja schon die Villa.“

Enthält die direkte Rede vor dem eingeschobenen Begleitsatz einen abgeschlossenen Satz, so gelten die gleichen Regeln wie für die einfache direkte Rede.
- „Ich weiß noch, wie du Nala bekommen hast“, sagt Lilli. „Du hast dich damals riesig gefreut.“
- „Weißt du noch, wie du Nala bekommen hast?“, fragt Lilli. „Du hast dich damals riesig gefreut.“[2]

## Kennzeichnung des Sprecherwechsels
Folgen mehrere direkte Reden von unterschiedlichen Sprechern auf einander, so kann man den Wechsel des Sprechers auf unterschiedliche Art kennzeichnen:
- durch Beginn eines neuen Absatzes,
- mit einem Gedankenstrich,[3]
- durch entsprechende Begleitsätze,
- überhaupt nicht.

In angelsächsischer Literatur findet man statt des Gedankenstrichs oft einen kompress gesetzten Geviertstrich.